# Preah Palilay

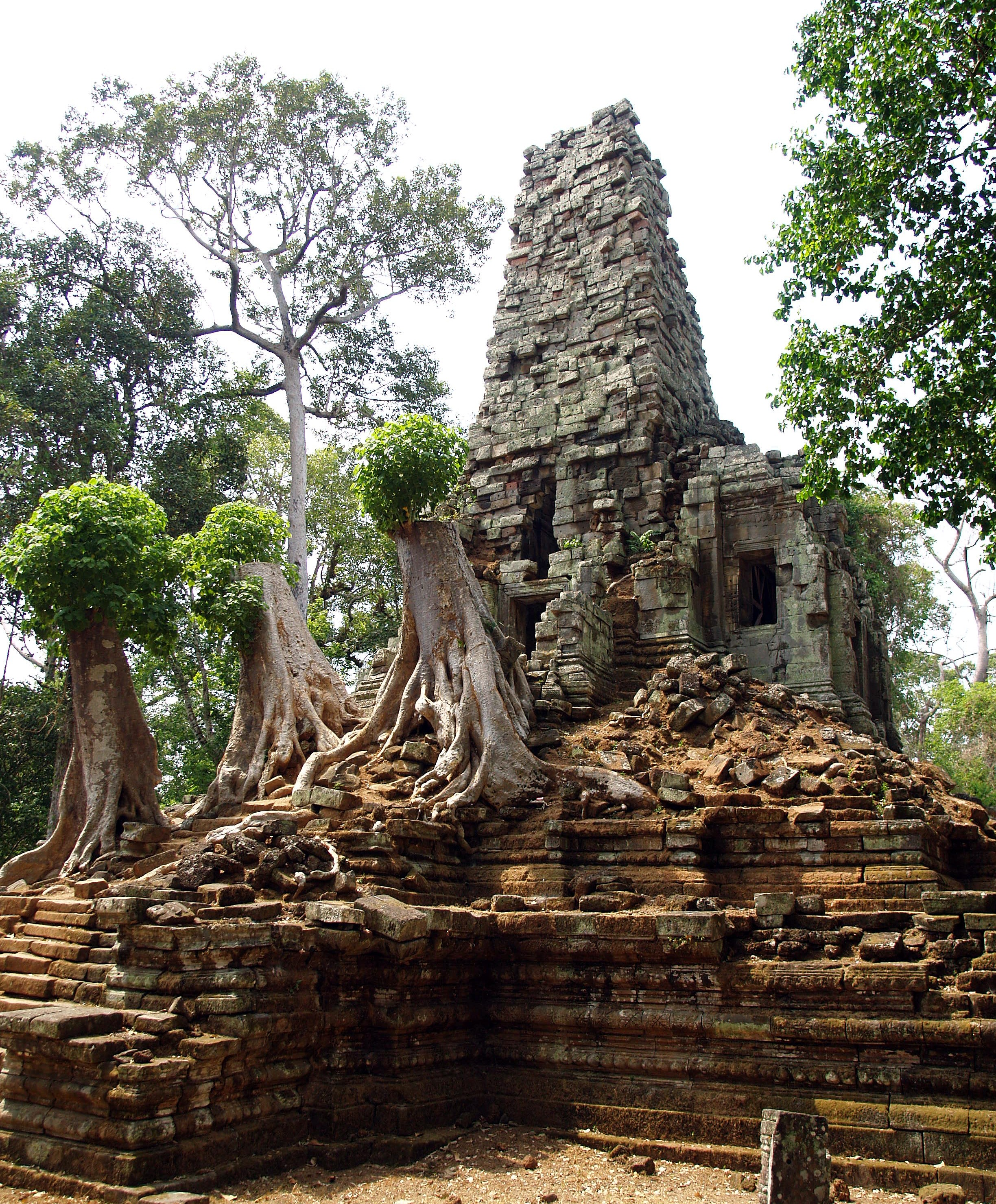
Blick auf die Südseite des Tempelturms nach dem Rückschnitt der Bäume (2010)

Der buddhistische Tempel Preah Palilay (Angkor Thom, Kambodscha) ist ein stimmungsvoller kleiner Sandsteintempel aus der ersten Hälfte des 12. Jahrhunderts, vielleicht auch erst aus dem 13. bis 14. Jahrhundert.

## Anlage
Preah Palilay liegt in idyllischer, waldiger Umgebung nördlich des „Königspalastes“ und westlich von Tep Pranam, also im nordwestlichen Viertel von Angkor Thom. Auf einem sechs Meter hohen, dreistufigen, bis 2008 von mehreren malerischen Bäumen bewachsenen Sockel steht ein ungewöhnlich steiler Prasat: ein fast schornsteinförmiger Tempelturm. Die Grundfläche dieses Turms misst fünf auf fünf Meter; vier Eingänge mit kleinen Vorhallen öffnen sich in die Haupthimmelsrichtungen, vier Treppen führen hinab.
Der 50 auf 50 m große Tempelbezirk ist von einer Lateritmauer umgeben, die im Osten einen dreitorigen Torturm aus Sandstein aufweist, einen so genannten Gopura. Ein 33 m langer Dammweg führt vom Torturm direkt an eine 30 m lange und über 8 m breite, zweistufige, kreuzförmige Terrasse.

## Bauschmuck

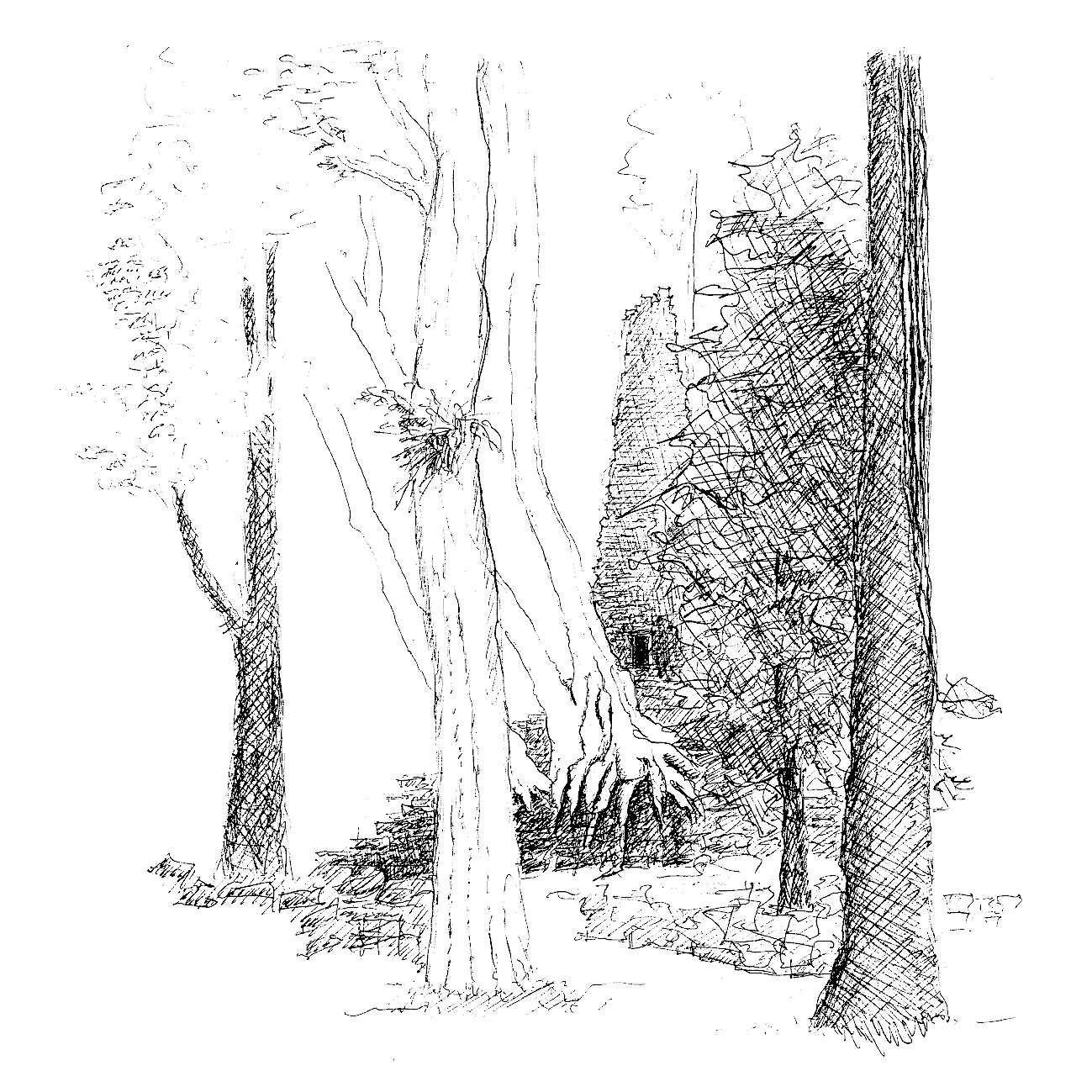
Vor dem Rückschnitt der Bäume (2007)

Der Bauschmuck von Preah Palilay ist aus zwei Gründen bedeutend: Erstens entspricht er in Stil und Qualität dem von Angkor Wat, zweitens existieren hier gut erhaltene Bildwerke, die Szenen aus dem Leben des Buddha zeigen. Die Widersprüchlichkeit dieser Aussagen ist kaum auflösbar: Stilistische Parallelen zu Angkor Wat lassen eine Entstehung im frühen 12. Jahrhundert vermuten; die buddhistische Thematik weist auf eine Entstehung in der Regierungszeit von Jayavarman VII. hin (etwa 1181–1220); in der Regierungszeit von Jayavarman VIII. jedoch wurden buddhistische Bildwerke in der Regel zerstört oder umgemeißelt (etwa 1243–1295). Die Datierung des Tempels ist folglich problematisch.
Die Terrasse ist gut erhalten und zeigt sehr harmonische Naga-Balustraden – siebenköpfige, gekrönte Schlangenwesen. In den Giebeldreiecken des Torturms befinden sich reizvolle Reliefs, auf der Außenseite rechts z. B. ein Buddha, der im Wald von Parilyyaka (daher der Name des Tempels) den Tieren predigt, und ein Buddha, der den Elefanten Nalagiri besänftigt, auf der Innenseite mittig ein Buddha, der Kinder segnet. Der Tempelturm besaß wohl, anders als vergleichbare Bauten im Angkorgebiet, eine mittlerweile abgestürzte Außenverkleidung; die Reliefreste sind von großer Schönheit. Unter den Trümmern im Turminnenraum sind Teile zweier Statuen sichtbar, vielleicht Buddha-Statuen, jedenfalls von Gläubigen noch heute verehrt.

## Informationsbasis